# Omloop der Kempen (vrouwen)
De Omloop der Kempen voor vrouwen is een wielerwedstrijd die jaarlijks rond het Noord-Brabantse Veldhoven wordt verreden. De wedstrijd werd in 1997 voor het eerst georganiseerd naast de mannenwedstrijd, die sinds 1948 op de kalender stond. In 2022 had de wedstrijd voor het eerst een UCI 1.2-classificatie. Voor die tijd was het een nationale wedstrijd. In 2025 promoveerde de koers tot 1.1-wedstrijd.

## Erelijst
| Editie | 1e                      | 2e                      | 3e                      |
| ------ | ----------------------- | ----------------------- | ----------------------- |
| 1997   | Inge Velthuis           |                         |                         |
| 1998   | Leontien van Moorsel    |                         |                         |
| 1999   | Leontien van Moorsel    |                         |                         |
| 2000   | Leontien van Moorsel    |                         |                         |
| 2001   | Kirsty Robb             |                         |                         |
| 2002   | Josephine Groeneveld    |                         |                         |
| 2003   | Bertine Spijkerman      |                         |                         |
| 2004   | Leontien van Moorsel    |                         |                         |
| 2005   | Kristy Miggels          |                         |                         |
| 2006   | Linda Villumsen         |                         |                         |
| 2007   | Suzanne de Goede        | Claudia Witteveen       | Sissy van Alebeek       |
| 2008   | Iris Slappendel         | Marianne Vos            | Ellen van Dijk          |
| 2009   | Chloe Hosking           | Danielle Bekkering      | Elise van Hage          |
| 2010   | Marianne Vos            | Chantal Blaak           | Suzanne de Goede        |
| 2011   | Marianne Vos            | Suzanne de Goede        | Vera Koedooder          |
| 2012   | Suzanne de Goede        | Nina Kessler            | Sarah Düster            |
| 2013   | Annemiek van Vleuten    | Amy Pieters             | Thalita de Jong         |
| 2014   | Maaike Polspoel         | Amy Pieters             | Nina Kessler            |
| 2015   | Ashlynn van Baarle      | Kyara Stijns            | Monique van de Ree      |
| 2016   | Esther van Veen         | Femke van Kessel        | Marjolein van 't Geloof |
| 2017   | Marjolein van 't Geloof | Lorena Wiebes           | Leonie Lubbinge         |
| 2018   | Winanda Spoor           | Annet Pit               | Monique van de Ree      |
| 2019   | Lorena Wiebes           | Amber van der Hulst     | Monique van de Ree      |
| 2021   | Maike van der Duin      | Marjolein van 't Geloof | Lieke Nooijen           |
| 2022   | Rachele Barbieri        | Sofie van Rooijen       | Nina Kessler            |
| 2023   | Charlotte Kool          | Daria Pikulik           | Maike van der Duin      |
| 2024   | Sara Fiorin             | Lara Gillespie          | Marjolein van 't Geloof |
| 2025   | April Tacey             | Nienke Veenhoven        | Valentine Fortin        |

### Meervoudige winnaars
| Overwinningen | Renster              | Jaren                  |
| ------------- | -------------------- | ---------------------- |
| 4             | Leontien van Moorsel | 1998, 1999, 2000, 2004 |
| 2             | Marianne Vos         | 2010, 2011             |
| 2             | Suzanne de Goede     | 2007, 2012             |

### Overwinningen per land
| Overwinningen | Land                                                              |
| ------------- | ----------------------------------------------------------------- |
| 21            | Nederland                                                         |
| 2             | Italië                                                            |
| 1             | Australië, België, Denemarken, Nieuw-Zeeland, Verenigd Koninkrijk |